# Univers plan
Note : les mots entre parenthèses indiquent le terme en baronh.
L'univers plan (fadh) est un lieu fictif créé par Hiroyuki Morioka pour la série des Seikai (Crest of the Stars, Banner of the Stars, Seikai no danshō) et qui permet aux vaisseaux spatiaux de voyager plus vite que la lumière.

## Principes fondamentaux
Comme son nom l'indique, l'univers plan est composé de deux dimensions spatiales et d'une dimension temporelle. Cet univers existe à côté et indépendamment de l'univers normal (dadh). Pour y pénétrer, il faut passer à travers un portail (saudec).
Dans cet univers, les objets en trois dimensions ne peuvent exister. Le voyage à travers l'univers plan suppose de créer autour du vaisseau une bulle spatio-temporelle (flasath). Si l'énergie nécessaire vient à manquer alors que le vaisseau se trouve dans l'univers plan, la bulle spatio-temporelle disparaît et l'appareil est détruit.
Lorsque deux bulles spatio-temporelles se rapprochent, il y a fusion spatio-temporelle (gor ptarhoth), et les deux vaisseaux coexistent dans la même bulle ; à l'inverse, il y a séparation spatio-temporelle (gor rytcosec) lorsque deux vaisseaux s'éloignent.
La communication entre deux bulles spatio-temporelles (drauch flactaider) est possible, mais sur de courtes distances. L'essentiel des communications repose sur l'envoi de vaisseaux de communication (pairrïac).
Dans l'univers plan, une bulle spatio-temporelle se présente comme une particule en rotation. Lorsque son axe de rotation est perpendiculaire à l'univers plan, elle est en état stationnaire (scobrtamh) et ne bouge pas. Lorsque l'axe de rotation est parallèle à l'univers plan, elle est en état mobile (noctamh) et se déplace. La vitesse de déplacement est inversement proportionnelle à la masse du vaisseau : une bulle encombrée de débris voit sa vitesse ralentie. Un vaisseau voyageant dans l'univers plan fait varier sa vitesse en passant d'un état à l'autre. La dépense d'énergie ne dépend donc pas de la vitesse, mais de la simple présence dans l'univers plan : rester immobile dépense autant d'énergie que le mouvement.
Le combat dans l'univers plan est possible sous deux formes. La première est d'envoyer à l'adversaire des mines spatiales capable de former une bulle spatio-temporelle. C'est généralement le premier stade de l'engagement.
Le combat direct entre vaisseaux n'est possible que lorsqu'il y fusion des bulles spatio-temporelles. L'habileté d'un capitaine se mesure à sa capacité à procéder à la fusion ou à la séparation avec les bulles spatio-temporelles ennemies au moment tactiquement opportun : c'est ce qui permet à l'hecto-commandante Laicch de se battre à 1 contre 10 et de détruire 9 de ses adversaires lors de l'embuscade tendue au Gothlauth.
Le fonctionnement de l'univers plan est au cœur de l'épisode 7 de Banner of the Stars I.

## Portail
La communication entre l'univers plan et l'univers normal se fait par l'intermédiaire de portails (saudec). Dans l'univers normal, ces portails se présentent sous deux formes.
Un portail ouvert ressemble à une sphère lumineuse. Il a une demi-vie de 12 ans. Faute d'énergie, un portail peut se refermer. Il se présente sous la forme d'une particule à très forte énergie (saudec lœza, portail fermé, en baronh). Ces particules, appelées yuanon, ont été utilisées comme source d'énergie pour les premiers voyages interstellaires. En ajoutant de l'énergie au yuanon, il est possible de rouvrir le portail. C'est ce qui arrive lorsque le vaisseau Leif Ericson explose en orbite de Martin : l'apport en énergie transforme les yuanon utilisés pour propulser le vaisseau d'émigration en portail (le saudec Haïder pour les Abh) reliant le système de Hyde à l'univers plan.
Il est impossible de connaître par avance le point de sortie de l'autre côté du portail. Deux bulles spatio-temporelles franchissant un portail côte-à-côte ou l'une derrière l'autre peuvent se retrouver dans des directions opposées une fois de l'autre côté.
La position d'un portail dans l'univers normal est sans rapport avec celle qu'il occupe dans l'univers plan. Deux portails très éloignés dans l'univers normal peuvent être très proches dans l'univers plan. Le système de Hyde se retrouve au milieu de l'Empire humain des Abh, d'où son annexion, alors qu'il était isolé des autres nations stellaires jusqu'à l'ouverture du portail. La possibilité de déplacer le portail sous sa forme fermée peut créer des surprises. C'est ce qui est à l'origine de l'ouverture d'un second portail dans le système de Basscotton : l'Union humaine a récupéré un portail fermé situé à 4 années-lumière de Basscotton pour l'installer dans ce système, ce qui lui permet, après ouverture, de se trouver à proximité du portail de Sfagnaumh, au cœur de l'Empire humain des Abh.
L'importance des portails dans le voyage spatial en fait des points stratégiques, ce qui explique que l'essentiel des batailles se déroulent près d'eux, le plus souvent dans l'univers plan : voir la bataille du portail de Sfagnaumh (Crest of the Stars) ou la bataille du portail d'Apticec (Banner of the Stars I).
Un système planétaire peut avoir plusieurs saudec, ce qui lui permet d'être lié à des points parfois très éloignés dans l'univers plan. Le comté d'Ablïarsec, siège de la capitale de l'Empire humain des Abh, Lacmhacarh, est le seul à avoir huit saudec, chacun lié à un des huit royaumes de l'Empire ; ils portent le nom du dit royaume.

## Structure de l'univers plan

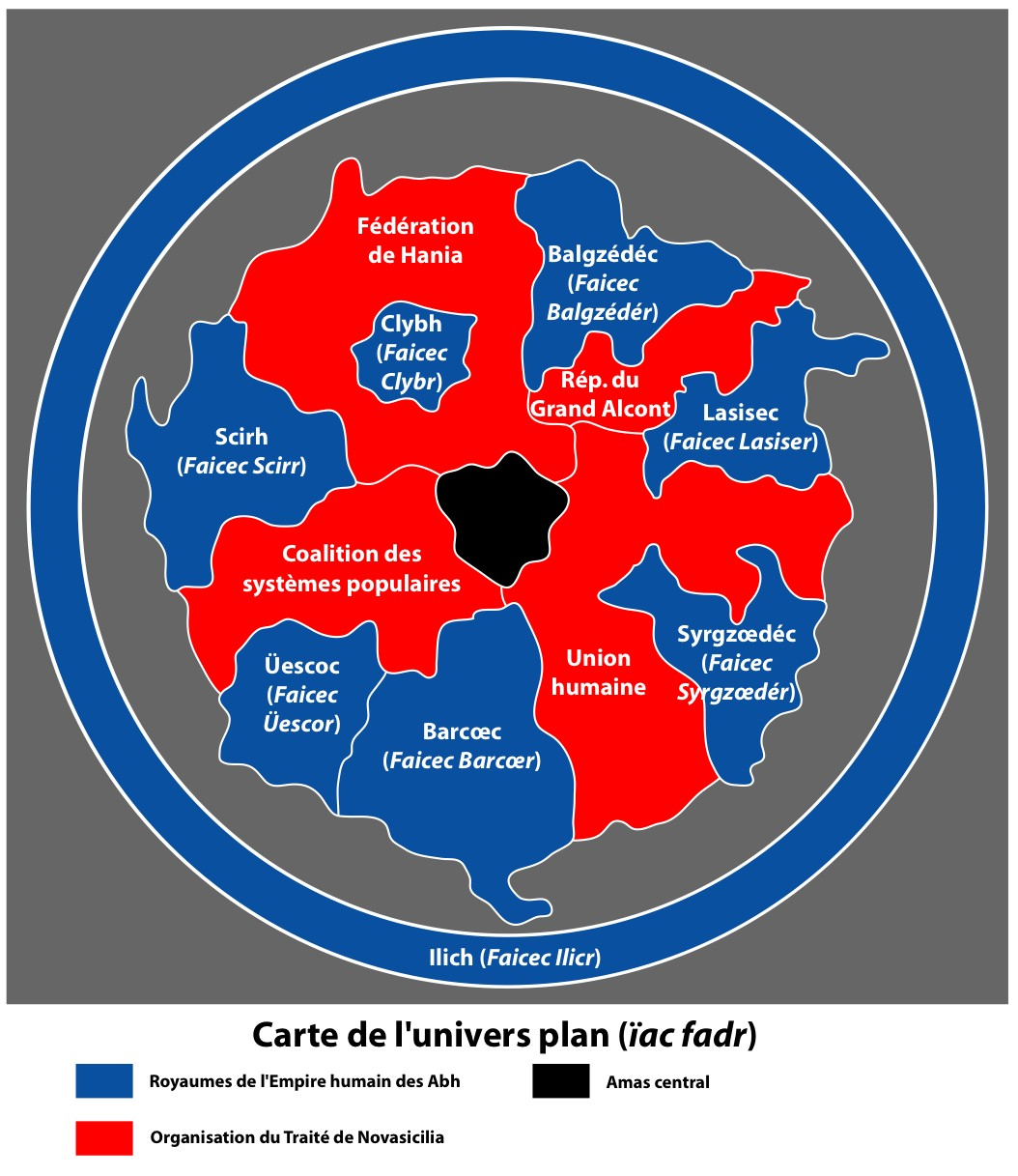
Carte politique de l'Univers plan.

La Voie Lactée (Érucfac) compte environ 30 milliards de saudec. Dans l'univers plan, les saudec sont organisés en anneaux (sepéch) concentriques entourant un amas central dans lequel la navigation est impossible à cause de la trop forte densité des particules spatio-temporelles (spuflasath). Chaque anneau a le même nombre de saudec si bien que, plus on s'éloigne du centre, plus les saudec sont éloignés les uns des autres.
Les sept premiers anneaux constituent le secteur central (ssorh bandacr). L'espace compris entre les huitième et onzième anneaux est qualifié de secteur inconnu (ssorh géraza), mais ce n'est plus qu'un nom traditionnel car il est occupé par les différentes nations stellaires.
Le douzième anneau (sepéch lomata) occupe une position particulière. Il semble isolé des autres : seul le portail d'Ilich (saudec Ilicr) permet d'y accéder. Dès lors, l'Empire humain des Abh contrôle tous les saudec de cet anneau, où se trouve le royaume d'Ilich (faicec Ilicr), surnommé bras des Abh (Bar saidac) car il enserre tout le groupe de portails de la Voie Lactée (saudlach Érucfar).
Le contrôle de ce douzième anneau est un important enjeu stratégique, car, sur le bord de celui-ci se trouve un inhabituel amas de saudec qui, pense-t-on, mène à une autre galaxie.L'Empire humain des Abh entend conserver son contrôle sur le douzième d'anneau pour être le seul à accéder à cette éventuelle nouvelle galaxie. Les membres de l'Organisation du Traité de Novasicilia ne veulent pas se laisser bloquer et cherchent un saudec qui conduirait au-delà du douzième anneau. Leurs tentatives demeurant vaines, la confrontation avec l'Empire humain des Abh pour le contrôle du royaume d'Ilich semble inévitable.

## Sources et références
1. ↑  Crest of the Stars, tome 1, chapitres 4 et 6.
2. ↑  Crest of the Stars, tome 1, chapitre 7 = épisode 5 de la série.
3. ↑  Crest of the Stars, tome 2, chapitre 9.